# Lance W. Lord

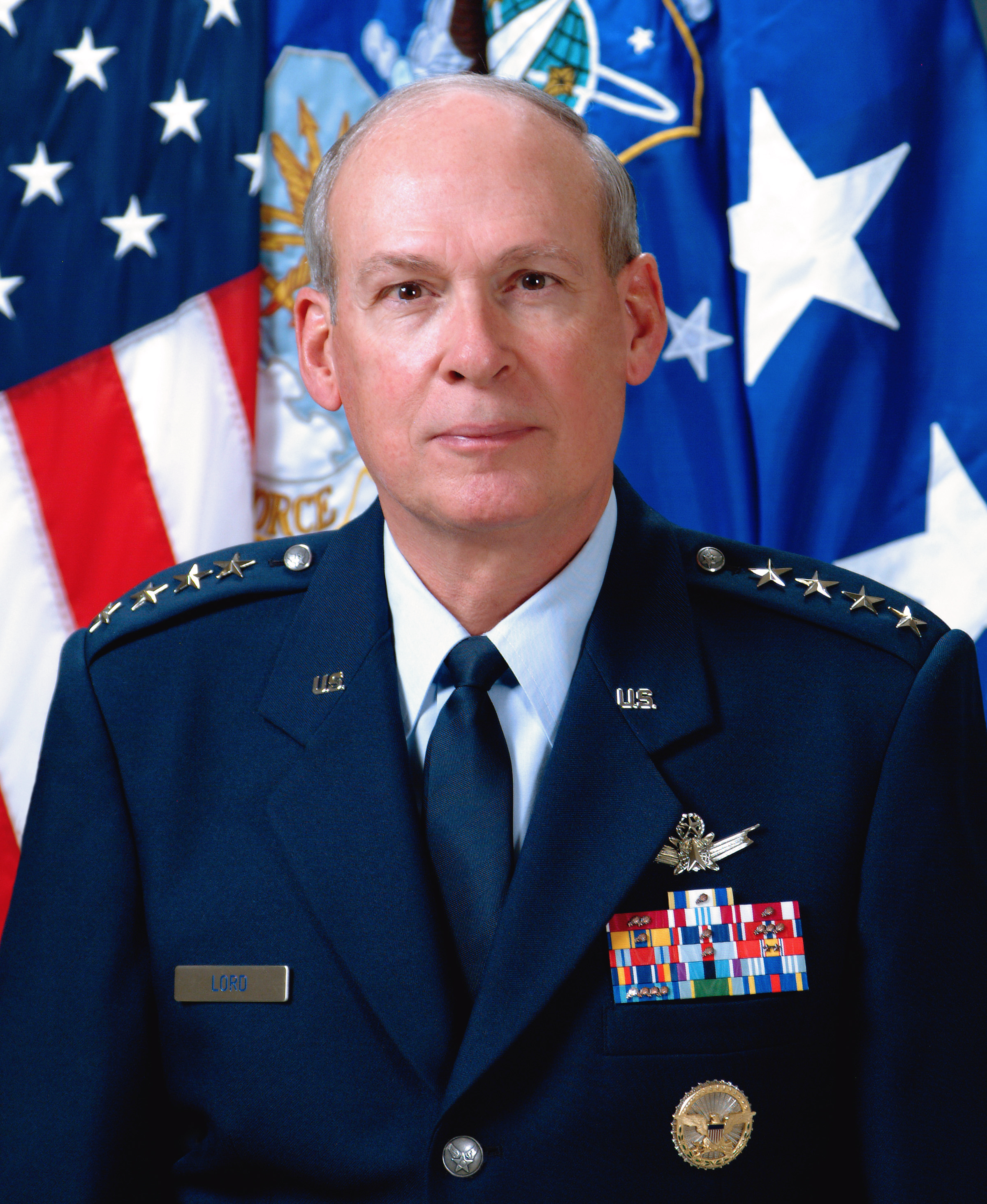
Lance W. Lord

Lance W. Lord (* 12. Juli 1946 in Philadelphia, Pennsylvania) ist ein pensionierter General der United States Air Force. Er war unter anderem Kommandeur des Air Force Space Commands.
Über das ROTC-Programm der Otterbein University in Westerville in Ohio gelangte er im Jahr 1969 in das Offizierskorps des United States Air Force.
Im Lauf seiner militärischen Karriere absolvierte er verschiedene Kurse und Schulungen. Dazu gehörten unter anderem eine Ausbildung zum Raketenspezialisten; die Squadron Officer School auf der Maxwell Air Force Base in Alabama; das Air Command and Staff College und das Air War College, ebenfalls auf der Maxwell AFB; der Capstone Course an der National Defense University in Washington, D.C. und der Joint Flag Officer Warfighting Course auf der Maxwell AFB. Außerdem erhielt er einen akademischen Grad von der University of North Dakota.
In seinen frühen Jahren als Offizier der Luftwaffe war er an verschiedenen Stützpunkten in den Vereinigten Staaten stationiert. Dabei war er hauptsächlich mit Angelegenheiten im Raketenbereich befasst und bei unterschiedlichen Einheiten tätig. Dazwischen absolvierte er die erwähnten Schulungen. Als Stabsoffizier war er unter anderem im Hauptquartier der Air Force tätig.
Zwischen Juli 1983 und August 1984 kommandierte Lance Lord als Oberstleutnant auf der Malmstrom Air Force Base in Montana die 10. Taktische Raketenschwadron (10th Strategic Missile Squadron). Anschließend war er bis zum Juni 1985 auf dem gleichen Stützpunkt stellvertretender Kommandeur der 341st Combat Support Group. Daran schloss sich eine Versetzung zur Ramstein Air Base in Deutschland an. Zwischen Juli 1985 und Juli 1987 gehörte Lord der Stabsabteilung für Planungen und Programme im Hauptquartier der United States Air Forces in Europe an, wo er eine Unterabteilung, die sich mit dem Raketenprogramm befasste, leitete.
Nach seiner Rückkehr in die Vereinigten Staaten folgte bis zum Juni 1988 sein Studium am Air War College. Danach wurde er auf der Whiteman Air Force Base in Missouri stellvertretender Kommandeur des 351. Strategischen Raketengeschwaders (351st Strategic Missile Wing). Diese Aufgabe erfüllte er bis zum Februar 1989. Es folgte eine Versetzung nach Grand Forks in North Dakota. Auf der dortigen Air Force Base kommandierte Lance Lord zwischen Februar 1989 und Mai 1990 das 321. Strategische Raketengeschwader (321st Strategic Missile Wing).
Sein nächster Auftrag führte ihn zurück auf die Maxwell AFB in Alabama, wo er im Juni 1990 die Leitung der Squadron Officer School übernahm. Diesen Posten behielt er bis zum August 1992. Danach wurde er zur Francis E. Warren Air Force Base in Wyoming versetzt. Dort kommandierte er zwischen August 1992 und August 1993 das 90. Raketengeschwader (90th Missile Wing).
Seine nächste Mission führte ihn nach Kalifornien zur Vandenberg Space Force Base. Bis zum August 1995 hatte er dort den Oberbefehl über das 30. Raumgeschwader (30th Space Wing). Anschließend wurde Lord zum Stab des Air Force Space Commands auf die Peterson Air Force Base versetzt. Bis zum August 1996 leitete er dessen Stabsabteilung für Planungen (Director of Plans, Headquarters Air Force Space Command).
Nach dem Ende dieser Mission erhielt Lord den Oberbefehl über die 2. Luftflotte, die auf der Keesler Air Force Base im Bundesstaat Mississippi stationiert war. Dieses Kommando übte er zwischen August 1996 und August 1997 aus. Danach war er bis zum Juni 1999 stellvertretender Kommandeur des Air Force Space Commands. Dann kehrte er ein weiteres Mal auf die Maxwell AFB zurück. Zwischen Juni 1999 und Mai 2001 leitete er dort die Air University.
Es folgte eine Versetzung zum Stab des Chief of Staff of the Air Force. Zwischen Mai 2001 und April 2002 war er dort als Stabsoffizier (Assistant Vice Chief of Staff) tätig. Anschließend kehrte er ein weiteres Mal zur Peterson AFB und zum Air Force Space Command zurück. Am 19. April 2002 übernahm er dort als Nachfolger von Ralph E. Eberhart den Oberbefehl über diesen Command. Dieses Amt bekleidete er bis zum 1. April 2006 als Frank Klotz seine kommissarische Nachfolge antrat. Anschließend schied er aus dem aktiven Militärdienst aus.
Nach seiner Pensionierung wurde Lance Lord Vorstandsmitglied verschiedener Firmen. Dazu gehörten die Firmen wie Iridium, L2 Aerospace, Hera Systems und Boneal Aerospace (BonAero), die alle mit Weltraum- bzw. Raketentechnik befasst waren.

## Daten der Beförderungen
| Abzeichen | Rang               | Jahr              |
| --------- | ------------------ | ----------------- |
|           | Second Lieutenant  | 4. Dezember 1968  |
|           | First Lieutenant   | 28. Juli 1970     |
|           | Captain            | 28. Januar 1972   |
|           | Major              | 1. September 1978 |
|           | Lieutenant Colonel | 1. Dezember 1982  |
|           | Colonel            | 1. Dezember 1985  |
|           | Brigadier General  | 1. September 1992 |
|           | Major General      | 14. März 1996     |
|           | Lieutenant General | 1. September 1997 |
|           | General            | 19. April 2002    |

## Orden und Auszeichnungen
Lance Lord erhielt im Lauf seiner militärischen Laufbahn unter anderem folgende Auszeichnungen:
- Air Force Distinguished Service Medal
- Legion of Merit
- Meritorious Service Medal
- Air Force Commendation Medal
- Air Force Outstanding Unit Award
- Air Force Organizational Excellence Award
- Combat Readiness Medal
- National Defense Service Medal
- Global War on Terrorism Service Medal
- Humanitarian Service Medal
- Air Force Longevity Service Award